# Lythraceae
Lythraceae је фамилија дикотиледоних биљака из реда Myrtales. Обухвата 31 род са око 620 врста. Фамилија је широко распрострањења у тропским, суптропским и умереним областима. Значајни представници ове фамилије су нар (Punica granatum), хена (Lawsonia), лагерстремија (Lagerstroemia), врбица (Lythrum salicaria), водени орах (Trapa). Изумрла врста моравски орашак (Trapa annosa) била је ендемит Поморавља.

## Систематика
Фамилија врбица подељена је у пет потфамилија, са следећим родовима:
потфамилија 
род 
потфамилија 
род 
род 
род 
род 
род 
род 
род 
род 
род 
род 
род 
род 
род 
род 
род 
род 
род 
род 
род 
род 
род 
род 
род 
род 
род 
род 
род 
потфамилија 
род 
потфамилија 
род 
потфамилија 
род 